# Tyża (rzeka)
Tyża (bułg. Тъжа) – rzeka w środkowej Bułgarii.
Źródła rzeki znajdują się 1,4 km na południe od szczytu górskiego Maragidik, na wysokości 1726 m n.p.m., w Kałoferskiej płaninie, Stara Płanina. Pierwsze 4 kilometry płynie na wschód, następnie skręca na południe płynąc w głębokim kanionie, o silnie zalesionym brzegu. Na północny zachód od wsi Tyża wypływa z gór i skręca na południowy wschód. Uchodzi do lewego brzegu Tundży, na wysokości 440 m n.p.m., 2,3 km południowo-wschodnio od wsi Tyrniczeni. Jej głównymi dopływami są Dyłboka reka i Armuczałanka. Rzeka ma 26 km długości, powierzchnię dorzecza o wielkości 116 km², przepływ rzeki wynosi 2,20 m³/s.